# Territori d'Oregon

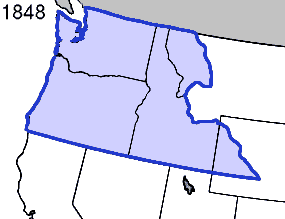
Organització inicial del territori (1848).

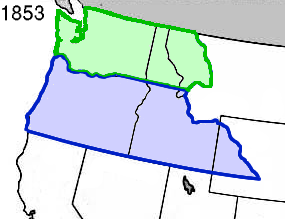
Territoris d'Oregon (blau) i de Washington (verd) el 1853.

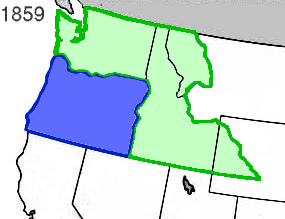
Estat d'Oregon (blau) i Territori de Washington (verd) el 1859.

El Territori d'Oregon va ser un territori organitzat incorporat als Estats Units que va existir del 14 d'agost de 1848 fins al 14 de febrer de 1859, quan la porció sud-oest del territori va ser admesa dins la Unió com l'Estat d'Oregon. Reclamada inicialment per diversos països (vegeu País d'Oregon), la regió va ser dividida entre el Regne Unit i els Estats Units l'any 1846. Quan es va establir, el territori abacava una àrea que incloïa els actuals estats d'Oregon, Washington i Idaho, així com parts de Wyoming i Montana. La capital del territori va ser primer Oregon City, després Salem, seguitda breument per Corvallis i altre cop Salem, que es va convertir en la capital de l'estat amb l'admissió d'Oregon dins la Unió.